# Гегелидзееби
Гегелидзееби (груз. გეგელიძეები) — село в Грузии, в муниципалитете Кеда автономной республики Аджария.

## География
Село расположено на Аджарской котловине, на правом берегу реки Аджарисцкали. Высота над уровнем моря — 560 метров. Находится в 17 километрах от посёлка городского типа Кеда.

## Население
Согласно переписи 2014 года, в селе проживало 428 человек.

### Демография
| Год переписи | Численность населения |
| ------------ | --------------------- |
| 2002         | 565                   |
| 2014         | 428                   |

## Известные уроженцы
- Фридон Ишикович Халваши (1925—2010) — грузинский поэт и прозаик, политик, депутат Парламента Грузии. Лауреат премии Шота Руставели (1979).